# Thure Lindhardt
Pour les articles homonymes, voir Lindhardt.
Thure Frank Lindhardt, né le 24 décembre 1974 à Copenhague, est un acteur danois.

## Biographie
Lindhardt naît à Copenhague et grandit à Roskilde. Il est le fils de Mogens Lindhardt, recteur du séminaire luthérien (Predigerseminar) de Copenhague et de son épouse Anne, psychiatre de profession. Il descend d'une famille de théologiens et de pasteurs luthériens. Un de ses oncles paternels est évêque luthérien, l'autre théologien. Son grand-père Poul Georg Lindhardt (1910-1988) est un théologien fameux et historien de l'Église luthérienne, auteur de nombreux ouvrages. Thure Lindhardt a deux frères. À 12 ans, il obtient un rôle dans le film de Bille August Pelle le Conquérant (Palme d'or au festival de Cannes de 1988). Il se fait surtout connaître par le grand public danois dans le rôle d'un garçon autiste dans Her i nærheden, avec Ghita Nørby. Il poursuit ses études au Frie Gymnasium, puis à l'école de théâtre d'Odense qu'il termine en 1998. Il entame alors une carrière au théâtre et joue des pièces contemporaines au Café Teatret, au Mammutteatret (da), et même au théâtre royal danois (notamment dans Antoine et Cléopâtre).
Remarqué par sa blondeur, il enchaîne ensuite les rôles, aussi bien au cinéma qu'à la télévision : par exemple dans Into the Wild de Sean Penn, Angels in Fast Motion (Nordkraft), le rôle principal de Brotherhood (Broderskab), où il joue Lars, qui après sa démission de l'armée est attiré par un garçon homophobe. On peut encore citer Parfum d'absinthe (Was nützt die Liebe in Gedanken) d'Achim von Borries, où il joue un jeune garçon allemand homosexuel sous la république de Weimar, Sugar Rush, série télévisée britannique qui explore différentes sexualités, le dessin animé pour adultes Princess, où il prête sa voix au rôle principal du missionnaire vengeant sa sœur ancienne star du porno, la série télévisée danoise Rejseholdet et Les Soldats de l'ombre (Flammen & Citronen), film à propos d'un groupe de résistants danois (Holger Danske) pendant la Seconde Guerre mondiale, où il interprète Bent Faurschou-Hviid, aux côtés de Mads Mikkelsen.
Lindhart joue aussi un jeune garde suisse, le lieutenant Chartrand, dans le film de Ron Howard, Anges et Démons, paru en 2009.
Il remporte un grand succès international[réf. nécessaire] avec l'un des deux rôles principaux du film d'Ira Sachs Keep the Lights On, où il joue Erik amant de Paul (Zachary Booth) qui tente de sauver leur relation de la toxicomanie. Le film remporte un prix au Sundance Film Festival de janvier 2012. Il remporte en 2012, une nomination au Gotham Awards en tant qu'acteur et un Independent Spirit Award pour le meilleur rôle masculin.
Lindhardt apparaît dans la troisième saison des Borgias, dans le rôle de l'assassin Rufio aux côtés de Jeremy Irons.
En 2012, Lindhardt joue dans la série policière télévisée The Spiral et figure à la distribution d'Adieu Paris. L'année suivante, il joue dans Byzantium le rôle de Werner.
En 2014, il reçoit le prix Lauritzen. Il joue dans le film d'Ole Christian Madsen sorti en 2015 Steppeulven. Ce film traite de la vie d'Eik Skaløe (1943-1968) chanteur danois de l'époque hippie. Lindhardt y joue son jeune père.

## Filmographie
- 1988 : Pelle le Conquérant
- 2000 : Au coin de la rue
- 2001 : Far from China : Jeremy
- 2004 : Parfum d'absinthe : Hans Stephan
- 2006 : Princesse : August (voix)
- 2007 : Pistoleros : Krelle
- 2007 : Into the Wild : Mads
- 2007 : Daisy Diamond
- 2008 : Little soldat : John
- 2008 : Les Soldats de l'ombre : Flammen
- 2009 : The Christmas Party : Frans

- 2009 -  Anges et Démons : Chartrand
- 2009 : Brotherhood : Lars
- 2011 : Sandheden om mænd : Mads
- 2011 : Upgrade : Mika
- 2011 : The Island : Daneel
- 2011 : Freddy tête de crapaud : Victor (voix)
- 2011 : Eddie: The Sleepwalking Cannibal : Lars
- 2012 : Keep the Lights On d'Ira Sachs : Erik
- 2012 : Formentera : Benno
- 2012 : Fast and Furious 6 : Firuz
- 2013 : 3096 de Sherry Hormann : Wolfgang Priklopil
- 2013 : Byzantium : Werner
- 2015 : Steppeulven : le père d'Eik
- 2015 : Bron/Broen (Série TV) : Henrik Saboe
- 2016 : Identify (Kill command) de Steven Gomez : Capitaine Bukes
- 2016 : Despite the Falling Snow de Shamim Sarif
- 2021 : La Dernière Nuit de Lise Broholm de Tea Lindeburg : Anders, le père